# Luigi Suali

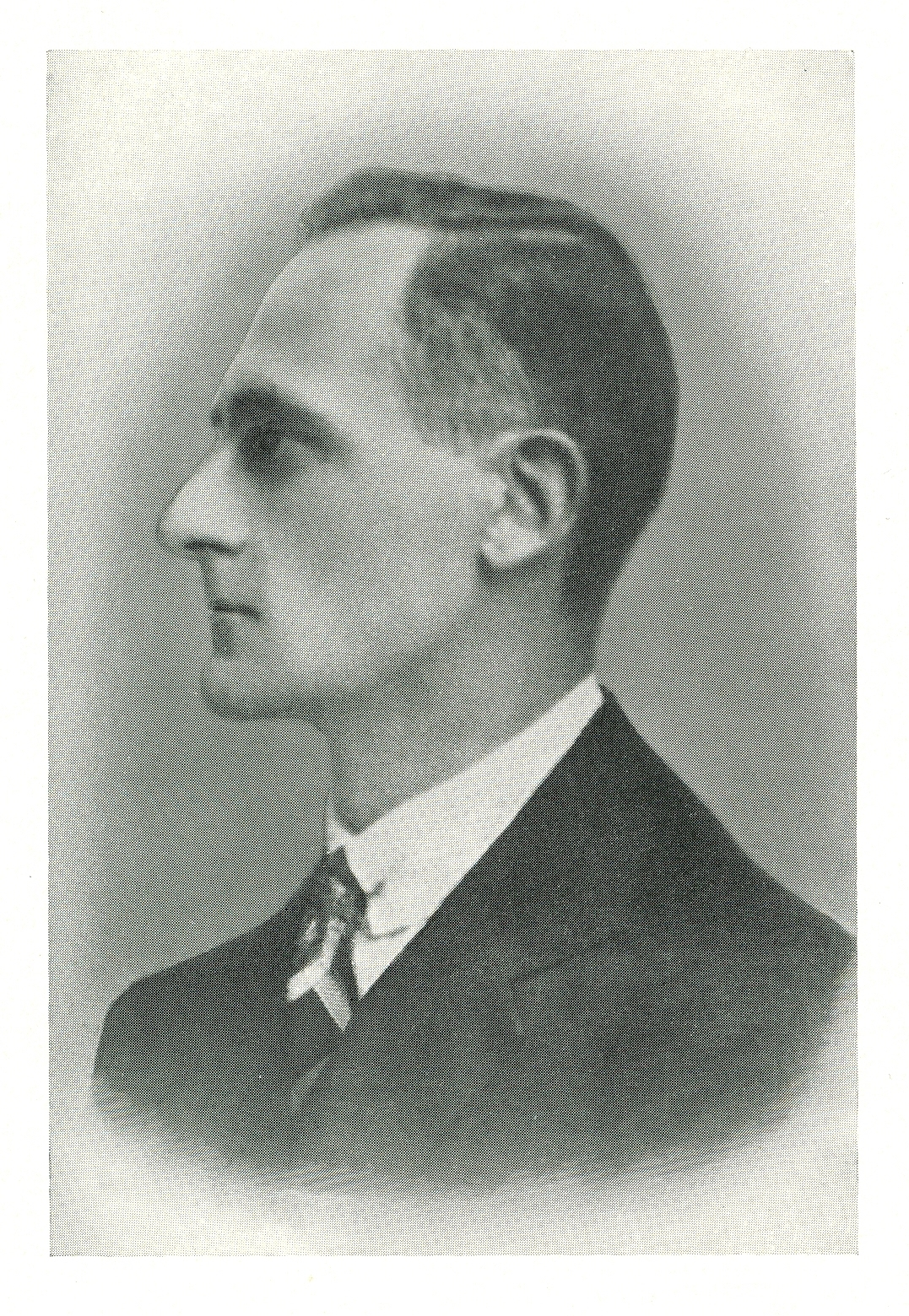
Luigi Suali, Annuario per l'Anno Accademico 1957-1958, Università di Pavia

Luigi Suali (Bologna, 29 settembre 1881 – Pavia, 9 marzo 1957) è stato un indologo, filologo e glottologo italiano. È stato maestro di Emanuele Severino.

## Biografia
Allievo del filologo indianista Francesco Lorenzo Pullé, si laureò in Lettere a Bologna nel 1903 con una tesi su Il Sistema Buddhistico nel Compendio dei Sistemi filosofici di Haribhadra con il commento di Gunaratna, opera emblematica del Giainismo, argomento che rimase al centro delle sue prime ricerche erudite.
Negli anni dal 1903 al 1905 si recò in Germania per perfezionarsi negli studi di filologia indiana e sanscrito con Hermann Jacobi; nel 1905 ottenne presso il R. Istituto di Studi Superiori di Firenze il diploma di perfezionamento con una dissertazione su La legge giainica, pubblicata nel Giornale della Società Asiatica Italiana.
Conseguita la libera docenza in Sanscrito a Bologna, nel 1909 ottenne il trasferimento di cattedra presso l'Università di Pavia, dove insegnò Lingua sanscrita, Storia delle religioni, Indologia, Religioni e filosofie dell'India e dell'Estremo Oriente fino al 1956.
Il 22 dicembre 1909 fu iniziato in Massoneria nella Loggia Gerolamo Cardano di Pavia, il 14 maggio 1912 divenne Maestro massone.

## Opere
L'elenco delle sue opere, molte delle quali pubblicate in numerosi edizioni ed in più lingue, è esteso.
Il suo esordio letterario fu nel 1905 con Il Lokatattvanirnaya di Haribhadra e I sistemi filosofici dell'India alla fine del secolo XIV, entrambi pubblicati a Firenze; in seguito, tra le opere in italiano di maggior rilievo, pubblicò Contributi alla conoscenza della logica e della metafisica indiane (Firenze, 1907), Il Tarkāmrita di Jagadīśa, un trattato elementare di filosofia indiana (Pavia, 1908), e Introduzione allo studio della filosofia indiana (Pavia, 1913).
L'interesse per l'argomento religioso lo portò ad indagare anche i rapporti  tra induismo e cristianesimo  e ad approfondire gli studi su buddismo e buddismo zen: due opere fondamentali in questo ambito rimangono  L'illuminato (La storia del Buddha) (Milano, 1925, tradotto poi in tedesco, francese e inglese) e Gotama Budda (Bologna, 1934).
Studioso della letteratura e della filologia indiana, curò edizioni critiche di testi indiani e pubblicò opere di ricerca erudita: è del 1911 Esiste una filologia indiana?, pubblicato in Scientia, mentre l'anno seguente uscirono I drammi di Bhāsa (Firenze, 1912). Negli ultimi anni di attività compilò la voce relativa alla letteratura indiana per l’Enciclopedia dell'Oriente, (Roma, 1953-54) e il capitolo sulla letteratura dell'India antica compresa nel secondo volume de Le Civiltà dell'Oriente (Roma, 1957).
Le sue competenze in ambito storico, con particolare riferimento alla politica colonialista inglese e alle condizioni economiche e sociali in India sfociarono nella pubblicazione della Storia moderna dell'India (2 volumi, Milano, 1941), L'agricoltura nell'India moderna (1942), Gandhi (1948).
Luigi Suali è stato membro e socio corrispondente di molte società scientifiche italiane e straniere tra cui l'Accademia dei Lincei (1947) e l'Accademia delle scienze di Torino.

## Fondo Luigi Suali
Studioso e bibliofilo, Luigi Suali raccolse una ricca biblioteca specialistica. Una parte, che comprende oltre 500 opere riguardanti la storia, la religione, la filologia e la letteratura indiane, le culture del medio ed estremo oriente, è ora conservata presso la Biblioteca di Studi Umanistici dell'Università di Pavia. Si tratta quasi esclusivamente di opere moderne, pubblicate in maggioranza nei primi decenni del Novecento, cioè nel periodo di massima attività didattica ed editoriale dello studioso. Sono per lo più testi in inglese, tedesco e sanscrito, giunti in biblioteca presumibilmente come donazione da parte degli eredi, in particolare del figlio, anch'egli docente presso l'Università di Pavia. Molti dei volumi provengono dal mercato dell'usato e sono contrassegnati da ex libris di precedenti possessori.
Un'altra parte della biblioteca personale, costituita da oltre 2000 volumi, è invece stata donata dalla nuora di Suali alla Biblioteca Patriarcale della Basilica di San Domenico di Bologna, dove è tuttora conservata e in fase di studio all'interno del progetto Orientalia Domenicana.